# 퍼트리샤 닐

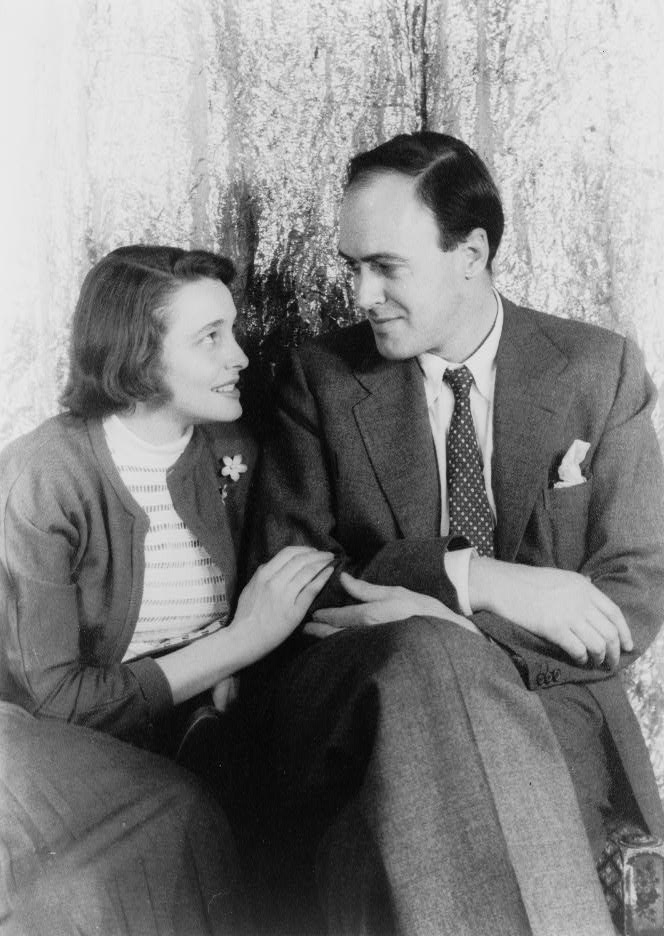
1954년 4월 20일, 칼 반 베흐텐이 촬영한 파트리샤 닐과 로알드 달

퍼트리샤 닐(Patricia Neal, 1926년 1월 20일 ~ 2010년 8월 8일)은 미국의 배우다. 1949년 로널드 레이건 전 미국 대통령이 출연했던 영화 《존은 메리를 사랑해》로 데뷔해 《지구 최후의 날》(1950년) 《티파니에서 아침을》(1961년) 등에 출연했다. 1952년, 미국의 극작가인 릴리언 헬먼이 주최한 저녁 파티에서 영국의 소설가 로알드 달을 만났으며 둘은 1953년 7월 2일, 뉴욕의 트리니티 교회에서 결혼해 5명의 자녀를 낳았다. 1963년 영화 《허드》로 오스카상을 수상, 1964년에는 아카데미 시상식 여우주연상 등을 수상 하였다. 2010년 8월 8일 폐암으로 사망하였다.

## 출연 작품
- 플라잉 바이 (2009, Flying By)
- 위대한 잎사귀 (2003)
- 쿠키의 행운 (1999)
- 러브 리즈 더 웨이: 어 트루 스토리 (1984)
- 천사들의 합창 (1984, Shattered Vows)
- 고스트 스토리 (1981)
- 서부 전선 이상 없다 (1979)
- 페세이지 (1979)
- 테일 거너 조 (1977)
- 홈커밍 - 크리스마스 스토리 (1971)
- 서브젝트 워스 로지스 (1968)
- 인 함스 웨이 (1965)
- 허드 (1963)
- 티파니에서 아침을 (1961)
- 군중 속의 얼굴 (1957)
- 금성에서 온 이방인 (1954)
- 외교문서 운반자 (1952)
- 썸딩 포 더 버즈 (1952)
- 존 웨인의 진주만 (1951)
- 지구 최후의 날 (1951)
- 세가지 비밀 (1950)
- 마천루 (1949)
- 이츠 어 그레이트 필링 (1949)
- 헤이스티 하트 (1949)
- 스튜디오 원 (1948)